# Museo Histórico de la Policía Nacional
El Museo Histórico de la Policía Nacional es una institución pública de la Policía Nacional de Colombia. Su sede se sitúa en la localidad de La Candelaria en Bogotá (Colombia).
Este museo tiene como finalidad la exposición y apreciación de la historia y la evolución de la Policía Nacional en el país, encontrando información sobre leyes y estatutos, así como también registros de las formas de castigo impuestas tiempo atrás para mantener la seguridad de los ciudadanos. En él se encuentran objetos como armas y uniformes que fueron utilizados por las fuerzas de protección nacional al transcurso del tiempo. En este museo también se pueden apreciar diferentes exposiciones de sucesos y actos criminales que han marcado la historia del país.

## Historia
El edificio Palacio Museo Histórico de la Policía Nacional, donde actualmente esta instaurado el Museo Histórico de la Policía Nacional, es una joya arquitectónica, declarado Monumento Nacional mediante decreto N| 2390 del 26/09/1984, este Palacio fue construido entre 1923 y 1926 por el arquitecto colombiano Alberto Manrique Martín. Su construcción se hizo en honor al primer director de la policía Juan María Marcelino Gilibert. 
Este edificio funcionó como sede de la Dirección General de la Policía Nacional de Colombia durante casi tres décadas. En 1959 la junta directiva fundo el Museo Histórico de la Policía Nacional bajo el nombre “El Museo Fuerzas de Policía”. El 26 de septiembre de 1984 este museo fue declarado patrimonio histórico nacional de acuerdo al Decreto número 2390. En la actualidad el museo cuenta con aproximadamente 4.000 piezas entre las que se encuentran, armas, documentos, uniformes y vehículos pertenecientes a la Institución.

## División del Museo
El museo consta de cinco plantas, que incluyen tres patios y una terraza. Su interior está dividido de la siguiente forma:
- sótano
- consta de 3 salas, alusivas a la Dirección de Inteligencia Policial, Dirección de Investigación  Criminal e Interpol y sala RENACER
- Primer Piso:
- Sala de espera.
- Oratorio San Francisco de Asís.
- Oficina de Comunicaciones Estratégicas.
- Sala Juan María Marcelino Gilibert.
- Dirección de Protección Especiales.
- Sala de Exdirectores de la Policía Nacional.
- sala de los Dioramas.
- Segundo Piso:
- Dirección de Talento Humano, Dirección de Antinarcóticos
- Tercer Piso:
- Sala Internacional
- Sala de Armas
- Terraza.
- Cuenta con una panorámica del centro histórico de la ciudad de Bogotá.